# Trinità (Salmeggia)
La Trinità è un dipinto a olio su tela (260,5x160,5 cm) di Enea Salmeggia detto il Talpino, datato 1606 e conservato come pala d'altare della chiesa di San Defendente a Romano di Lombardia.

## Storia
Il dipinto posto come pala del terzo altare della chiesa intitolata a san Defendente, presenta la scritta: ÆNEAS, SALMETIA. BERGO.F. MDCVI.

L'artista, originario della frazione Salmezza di Nembro, che aveva imparato l'arte della pittura a Milano, a scuola del Peterzano incontrando probabilmente il Caravaggio, ottenne la committenza del quadro in giovane età. La tela raffigura oltre alla santissima Trinità san Bernardo Abate così come indicato nella committenza, e Maria Maddalena. Della santa la chiesa conservava le reliquie giunte nella cittadina da Senigallia, portate nella località dal condottiero Bartolomeo Colleoni e che si trovavano originariamente nella chiesa a lei dedicata.
Il dipinto fu commissionato l'11 maggio 1605 dal Consiglio della Scola della Trinità a un certo Enea Pantino per mezzo del governatore di Bergamo il conte Paolo Scotti. Il dipinto richiese un ricco contributo economico, risulta infatti che fu venduto un fabbricato il 7 gennaio 1606 che era della congregazione per finire di pagare l'artista. Nei primi anni del XX secolo l'altare con il dipinto, fu spostato nella parte centrale della navata perché potesse ricevere più luce e potesse essere maggiormente visto e apprezzato. Nel 1931 l'opeta necessitò di un restauro perché parte del colore si staccava. Fu poi oggetto di un nuovo completo restauro il 28 febbraio 1994. Il documento con analisi del lavoro è conservato nell'archivio di Arte Sacra di Romano di Lombardia.

## Descrizione
Il dipinto olio su tela di Enea Salmeggia Trinità con santi, è inserito in un'ancona lignea dorata completa di paraste a colonne scanalate, di architrave con timpano spezzato e culminante con statue dorate. 

La disposizione del dipinto con i santi nella parte inferiore, ha assonanze con la tela conservata al castello Sforzesco realizzata nel 1604 raffigurante una sacra conversazione con la Madonna e il Bambino, san Carlo Borromeo e san Ambrogio vescovo. In quello inferiore, sopra un appoggio formato da bianche nuvole, vi è raffigurata sul lato sinistro santa Maria Maddalena, riconoscibile dall'attributo iconografico che le è accanto: il vaso degli oli, con la mano destra compie il gesto di indicare i fedeli che si avvicinano all'altare al Cristo risorto chiedendone protezione, mentre la sinistra è posta sul petto; lunghi capelli le incorniciano il viso, mentre un mantello dorato la avvolge e pare essere di completamento alle mandorla di nubi posta sulla parte superiore. A sinistra vi è raffigurato san Bernardo Abate con gli attributi che lo caratterizzano: il pastorale e il libro dei Vangeli, nonché la mitra vescovile; il santo che volge lo sguardo all'osservatore, con la destra indica Gesù quale soggetto da seguire per raggiungere la salvezza.

Nella parte superiore della tela vi è la mandorla di nuvole dorate con la grande raffigurazione di Cristo risorto avvolto in manto rosso acceso, con indosso solo un drappo azzurro, sopra di lui Dio Padre con le braccia aperte e tra di loro la bianca colona raffigurazione dello Spirito Santo. Cristo è raffigurato vivo, forse un po' troppo statico, solo l'immagine della santa Maddalena è plastica nel movimento della torsione del corpo.
Il dipinto fu considerato la raffigurazione della Resurrezione,per poi essere collegato al dipinto della Trinità che Lorenzo Lotto aveva realizzato nel 1519 per la chiesa della Trinità poi distrutta, e conservato nel Museo Adriano Bernareggi di Bergamo. Il soggetto verrà poi ripreso dal Salmeggia per la Basilica di Sant'Alessandro in Colonna, nella chiesa di San Pellegrino Terme, e in un disegno preparatorio conservato presso l'Accademia Carrara.